# Rogue Trip: Vacation 2012
Rogue Trip: Vacation 2012 è un videogioco di combattimenti fra veicoli. È stato sviluppato dalla software house SingleTrac, utilizzando il soggetto e il motore del precedente videogioco Twisted Metal, e pubblicato dalla GT Interactive, per PlayStation.

## Trama
Il gioco è ambientato in un mondo post-apocalittico devastato da distruzioni di massa, radiazioni, inquinamento, carestie e malattie. Eppure, esiste un mercato che sfrutta il turismo in vari luoghi negli Stati Uniti, in gran parte controllato dal megalomane Big Daddy e creato a sua immagine e somiglianza. Dato che, a causa degli elevati prezzi, solo i ricchi possono permettersi questi luoghi di lusso, viene creata un'organizzazione chiamata Associazione Amalgamata di Automercenari (Amalgamated Association of Automercenaries, AAA) per attirare i turisti in questi siti in viaggi a basso prezzo. Il giocatore, che si unisce alla AAA, prende dunque il controllo di uno dei vari personaggi che combatte contro gli altri mercenari per diventare ricchi, combattendo attraverso vari ambienti fino ad arrivare allo scontro finale contro Big Daddy in persona.